# Židovský hřbitov v Neustupově
Židovský hřbitov se nachází severozápadně od městyse Neustupov  ve středočeském okrese Benešov. Hřbitov je od roku 1958 chráněnou kulturní památkou.

## Historie a popis
Hřbitov byl založen přibližně 1 km severně od městyse v roce 1723. Do současnosti se na něm dochovalo kolem dvou set náhrobních kamenů, z nichž nejstarší dochované stély jsou datovány koncem stejného století. Poslední obřady zde proběhly před 2. světovou válkou, kolem roku 1938.
Areál hřbitova je volně přístupný. Vstupuje se do něj márnicí na západě areálu, jež byla v roce 2002 z původně zbývajících obvodních zdí zrekonstruována a dostala opět střechu. Obnovou prošel také vlastní prostor hřbitova, kde byly v letech 2007–2008 znovu vztyčeny ležící náhrobky. Areál spravuje a od roku 2001 opravy a údržbu financuje Židovská obec v Praze.
V Neustupově také stávala synagoga postavená v roce 1838, v roce 1917 však byla kvůli zchátralosti zbořena.

## Přístup
Areál hřbitova leží mezi poli severně od silnice na Hostišov a je přístupný po polní cestě.